# Злате Класи
Злате Класи (словац. Zlaté Klasy) — село в окрузі Дунайська Стреда Трнавського краю Словаччини. Площа села 11,96 км². Станом на 31 грудня 2015 року в селі проживало 3597 жителів.

## Історія
Перші згадки про село датуються 1352 роком.

## Географія
Протікають канал Малиново-Благова і Трновський канал.

## Населення
| Рік:            | 1994. | 2004.    | 2014.   | 2024.   |
| --------------- | ----- | -------- | ------- | ------- |
| Кількість осіб: | 3164  | 3604     | 3584    | 3542    |
| Різниця:        |       | +13,90 % | -0,55 % | -1,17 % |

| Рік:            | 2023. | 2024.   |
| --------------- | ----- | ------- |
| Кількість осіб: | 3570  | 3542    |
| Різниця:        |       | -0,78 % |